# Xenanthura brevitelson
Xenanthura brevitelson là một loài chân đều trong họ Hyssuridae. Loài này được Barnard miêu tả khoa học năm 1925.